# 御木裕
御木 裕（みき ひろし、1960年1月17日- ）は、日本の俳優、実業家。大阪府富田林市出身。かつては石原プロモーションに所属していた。
現在はアキヤマオフィスに所属。

## 来歴
カナダの私立高校を卒業後、近畿大学在学中に石原慎太郎（当時、自由民主党衆議院議員）と出会い、俳優デビューを勧められ石原プロモーションに所属。1980年11月、『西部警察』にて北条卓刑事（通称：ジョー）役でデビュー。その他、1986年にスタートした『あぶない刑事』シリーズの鈴江刑事役でも知られる。
極真会館出身の芦原英幸（元極真会館四国支部長・芦原会館館長・通称けんか空手十段）から空手を学んでいたこともあり、『西部警察』では武道アクションシーンを多用し、オープニングカットでも活用された。ちなみに当時、芦原の弟子で後に正道会館を設立する石井和義とは兄弟弟子の関係だった。
御木裕という芸名は石原裕次郎より一字を付与されたものである。本名は「德晄」（「徳晄」）だが、人名用漢字外であったため「徳晃」と表記されることも多かった。
1996年に芸能界を引退し実業家に転身していたが、2006年に山前五十洋監督のVシネマ『新・セーラー服刑事』に警視正役でゲスト出演した。以降、本業に支障のない範囲で俳優業を再開し、Vシネマや映画へ出演している。
2019年、毎日新聞の取材に応じ、2017年11月に意識を失い、医師より小細胞肺癌の診断を受け余命1か月の宣告を受けていたことを明かす。3種類の抗がん剤治療や放射線治療など約半年間に及ぶ治療の結果腫瘍はほとんどなくなり、奇跡的に復帰した。

## 人物
パーフェクト リバティー教団（PL教）の創始者・御木家の一族である。
兄妹は弟二人、妹一人。
歌手・指揮者・作詞家の下司愉宇起は甥にあたり、俳優の藤亀辰範は親戚に当たる。

## 出演作品

### テレビドラマ
- 石原プロモーション制作のドラマ
  - 西部警察シリーズ（1980年 - 1984年、ANB・石原プロ） - 北条卓 刑事
    - 西部警察 第55話〜（1980年11月2日 -1982年4月18日）
    - 西部警察 PART-II（1982年5月30日 - 1983年3月20日）
    - 西部警察 PART-III（1983年4月3日 - 1984年10月22日）

  - ただいま絶好調!（1985年4月16日 - 9月17日、ANB・石原プロ） - 秀
  - ゴリラ・警視庁捜査第8班 第32話「洞爺湖の女」（1989年12月10日、ANB・石原プロ） - 富岡雄司
  - 代表取締役刑事 第40話「太陽がいっぱい」（1991年8月18日、ANB・石原プロ）

- 私鉄沿線97分署 第85話「チンピラだってデカの友!?」（1986年8月10日、ANB・国際放映）
- あぶない刑事シリーズ（1986年 - 1989年、NTV） - 少年課・鈴江 秀夫刑事
  - あぶない刑事（1986年10月5日 - 1987年9月27日）
  - もっとあぶない刑事（1988年10月7日 - 1989年3月31日）
- 大忠臣蔵（1989年（昭和64年）1月2日、TX・松竹） - 吉良義周
- 刑事貴族2 第1話「ファジーでハードでホットな奴ら」（1991年4月12日、NTV・東宝） - テロリスト一味
- 火曜ミステリー劇場（ANB）
  - 「瀬戸の多島海殺人事件　青い海辺の白いマリンホテルで…」（1991年1月8日） - 刑事
- 土曜ワイド劇場（ANB）
  - 「瀬戸内殺人哀歌　～湯けむり四国道後温泉、わたしが愛した女…ふたり～」（1991年7月6日） - 金子刑事
  - 「信長 KING OF GIFU　信長ふしぎ連続殺人　～喪服の美人妻に謎の凶器!　日本ライン激流下りの死闘～」（1992年10月17日）
- 素浪人無頼旅II（1992年3月30日、ANB・東映） - 青山伴五郎
- 四匹の用心棒シリーズ（ANB・東映）
  - 四匹の用心棒(4) かかし半兵衛・ひとり旅 (1992年10月1日) - 根津雄之助
  - 四匹の用心棒 (5) かかし半兵衛・無頼旅 (1993年10月7日) - 水上竜助
- 月曜ドラマスペシャル（TBS）
  - 城ヶ島殺人旅情（1992年3月16日）
- 江戸中町奉行所 第2シリーズ 第3話「復讐に散った桜吹雪」（1992年4月、TX・松竹）
- 喧嘩屋右近(1) 第12話・最終話「迷い姫、危機一髪」（1992年12月25日、TX・松竹）- 三坂左馬之助
- 年末時代劇スペシャル風林火山（1992年12月31日、NTV） - 原美濃守
- お助け同心が行く! 第1話「その処刑待った!」（1993年4月9日、TX）
- 大河ドラマ秀吉（1996年（平成8年）1月7日 - 12月22日、NHK）
- 深夜の用心棒 EPISODE #0 第12話・最終話（2014年6月18日、TVK）

### 映画
- あぶない刑事 シリーズ（1987年 - 1989年、NTV・東映） - 鈴江秀夫
  - あぶない刑事（1987年）
  - またまたあぶない刑事（1988年）
  - もっともあぶない刑事（1989年）
- さよなら夏休み（2010年春）

### Vシネマ
- 野獣駆けろ（1990年）
- 新・セーラー服刑事 SAILOR COPS（2006年）
- 新・首領への道1,2,3（2008年） - 鶴政組舎弟 ジンナイ
- 新・首領への道4（2009年） - ジンナイ
- CASINO カジノ（2008年）
- 年少バトルロワイヤル（2010年）
- 総長を護れ（2010年） - 六代目渋谷一家幹部 藤原
- 首領(ドン)を殺(と)れ（2010年） - 神威一家総長 金丸
- 新・日本暴力地帯（2010年） - 大和田組幹部
- あにき（2010年）全2作 - 豊島一家椿組幹部
- 新・日本暴力地帯 第二章（2010年） - 六代目大和田組舎弟頭 坂口組組長 坂口誠伍
- 極道の紋章11（2010年） - 川谷組若頭補佐 真鍋組組長 眞鍋忠文
- 実録・若頭 完結編（2011年）
- 修羅の覇道（2011年） - 全3作 中尾美智男
  - 修羅の覇道1,2（2011年） - 五代目眞皇会会長補佐 槐興業五代目会長
  - 修羅の覇道 完結編（2011年） - 六代目眞皇会会長補佐 槐興業五代目会長
- 傷だらけの侠達（2012年） - 山賀組系浜誠組舎弟 岡中(岡中兄弟の実父)
- 極道の紋章 第十七章（2012年）
- 首領の道3・4（2012年）- 狩野組四天王 近正組組長
- 凶という名の極道 第二部（2012年）
- 仁義の戦い（2012年） - 三代目神宮会理事長
- 凶という名の極道 完結編（2012年）
- 阿修羅への道（2012年）
- 極道の紋章 第十八章（2012年）
- 阿修羅への道 完結編（2012年）
- サムライ（2012年）- 高原社長
- 極道の紋章 第十九章（2012年）
- 日本犯罪史〜偽造の快楽〜（2013年） - 二課長
- 日本犯罪史〜飼育の罠〜（2013年） - 大阪府警捜査一課長
- 日本統一1（2013年） - 神戸 侠和会幹部 下野聡八
- 日本統一2（2013年） - 京都 信闘会幹部 下野聡八
- 血塗れの報復（2013年） - 山中龍のオジキ
- 獅子の復讐（2013年） - 吉川連合系大友興業組長 大友秀次
- 極道の紋章 完結編（2013年）
- 血塗れの報復（2013年）
- 血掟(おきて)（2013年） - 啓仁会若頭 松井組組長 松井邦彦
- 分裂（2013年） - 大和田組組長 大和田重里
- 盃外交（2014年） - 不動会会長 霧島悟
- 関東極道連合会 第二章（2015年） - 内閣総理大臣 根岸茂信
- 関東極道連合会 第三章（2015年） - 双頭会会長 クマキリコウゾウ
- 代紋の墓場5・6（2016年）- 豊中 明神会会長 明神徳次郎
- 日本統一15・16（2016年） - 福井 坂下組組長 坂下惟秀
- 極道天下布武 第二幕～第五幕（2017年） - 徳澤組 酒木忠次
- 極道の門 第一部～第三部（2018年） - 二代目大政組若頭 赤垣組組長 赤垣常雄
- GOKU・OH 極王4（2020年） - 大阪 土橋組組長 土橋文雄

### その他
- 火曜ワイドスペシャル（CX）
  - スターどっきり（秘）報告
  - ダウンタウンのごっつええ感じ-「サスペンスコント・殺意のロープ」（1991年） - 刑事役
- クイズ!脳ベルSHOW（BSフジ、2019年、2021年）- 第786回、第787回、第1295回、1296回）